# Total Rénovation
Total Rénovation : Ma Maison sur-mesure (Fixer Upper) est une émission de télévision américaine présentée par le couple Chip Gaines et Joanna Gaines, diffusée hebdomadairement du 23 mai 2013 au 3 avril 2018 sur HGTV.
En France, elle est diffusée hebdomadairement depuis le 5 novembre 2017 sur NT1 (devenue TFX depuis le 30 janvier 2018), doublée avec voix superposées en français canadien (VFQ).

## Principe
Joanna et Chip commencent par faire visiter à un couple ou un individu trois maisons en vente  à Waco ou ses environs, dans le centre du Texas, chacune nécessitant une quantité variable de réparations et de rénovations. Une fois que l’acheteur a choisi sa maison, Joanna la redessine en style rustique-chic et Chip joue le principal entrepreneur. Les téléspectateurs suivent les semaines de travaux jusqu’à la découverte de la maison finie. Les acheteurs disposent généralement d'un budget inférieur à 200.000 dollars et l’on s’attend à au moins 30.000 dollars de rénovations.

## Production
Le pilote de l'émission diffuse en mai 2013, puis la première saison complète débute en avril 2014.
L'émission renouvelle pour une deuxième saison, diffusée en janvier 2015,.
Une troisième saison est confirmée, et diffusée en décembre 2015.
HGTV renouvelle l'émission pour une quatrième saison, diffusée en novembre 2016.
La cinquième saison est diffusée en novembre 2017,. C'est la dernière saison de l'émission.

## Émissions
| Saison | Saison | Émission | États-Unis        | États-Unis      |
| Saison | Saison | Émission | Début de saison   | Fin de saison   |
| ------ | ------ | -------- | ----------------- | --------------- |
|        | 1      | 13       | 23 mai 2013       | 10 juillet 2014 |
|        | 2      | 13       | 6 janvier 2015    | 31 mars 2015    |
|        | 3      | 18       | 1er décembre 2015 | 29 mars 2016    |
|        | 4      | 17       | 29 novembre 2016  | 28 mars 2017    |
|        | 5      | 18       | 21 novembre 2017  | 3 avril 2018    |

## Programme dérivé
En mars 2017, il est annoncé que Chip et Joanna Gaines recevraient une émission dérivée sur les coulisses de Total Rénovation intitulée Fixer Upper : Behind the Design ; cette émission de trente minutes est diffusée pour la première fois le 10 avril 2018 aux États-Unis,.

## Polémiques
Le 27 avril 2017, Chip Gaines est cité dans une action en justice pour fraude déposée par d'anciens partenaires commerciaux. Ces anciens partenaires ont allégué que les Gaines les ont persuadés de vendre à Chip leurs parts dans la société de courtage immobilier Magnolia Realty au prix de 2 500 de dollars chacune, sans les informer des projets en cours sur la création de l’émission de téléréalité Total Rénovation.
Son avocat Jordan Mayfield déclare à KWTX-TV, la chaîne de télévision CBS de Waco au Texas : « Nous sommes convaincus que ces affirmations s’avèreront sans fondement, et il est décevant de voir qu’on tente de tirer profit du travail et du succès de Chip et Joanna Gaines » »,.

## FranchiseTotal Rénovation
En France, plusieurs émissions de télévision nord-américaines de rénovation de maisons sont marquetées et proposées sous la franchise « Total Rénovation » sur la chaine TFX.

### Total Rénovation: Mère et Fille
Total Rénovation : Mère et Fille (Good Bones) est une émission présentée par Karen E. Laine et sa fille Mina Starsiak Hawk. Elle est diffusée depuis 2016 sur HGTV.
En France, elle est diffusée depuis le 3 mars 2019 sur TFX.

### Total Rénovation: Frères en affaires
Total Rénovation : Frères en affaires (Property Brothers) est une émission canadienne, et la première émission propriété de la franchise Property Brothers (en), présentée par les deux frères Drew et Jonathan Scott. Elle est diffusée de 2011 à 2017 sur W Network puis depuis 2017 sur HGTV Canada.
En France, elle est diffusée depuis le 20 octobre 2019 sur TFX.

### Total Rénovation: California
Sauf indication contraire, les informations mentionnées dans cette section peuvent être confirmées par la base de données cinématographiques IMDb,  présente dans la section « Liens externes ».Total Rénovation : California (Desert Flippers) est une émission télévisée américaine de 30 minutes présentée par Eric Bennett et Lindsey Bennett et produit par la société Nancy Glass Productions, qui est diffusée hebdomadairement depuis le 25 août 2016 sur HGTV.
En France, cette émission est diffusée depuis le 4 août 2019 sur TFX.
Cette émission est le même principe que son dérivé principal dont les projets et chantiers de rénovation des bâtiments habités se déroule dans la Californie.
Elle contient jusqu'à présent trois saisons en nombre total de 32 épisodes.
| Saison | Saison | Émissions | États-Unis      | États-Unis        |
| Saison | Saison | Émissions | Début de saison | Fin de saison     |
| ------ | ------ | --------- | --------------- | ----------------- |
|        | 1      | 8         | 25 août 2016    | 13 octobre 2016   |
|        | 2      | 10        | 20 juillet 2017 | 21 septembre 2017 |
|        | 3      | 14        | 24 juillet 2018 | 23 octobre 2018   |

### Total Rénovation: Terrasses et jardins
Total Rénovation : Terrasses et jardins (Backyard Envy) est une émission télévisée américaine présentée par James DeSantis, Garrett Magee et Melissa Brasier. Elle est diffusée du 17 janvier 2019 au 4 août 2019 sur Bravo.
En France, cette émission est diffusée depuis fin août 2020 sur TFX.
Contenant de deux saisons, le concept de cette émission présente les rénovations des terrasses et jardins d'une propriété privée.